# Eupsilia opaca
Eupsilia opaca là một loài bướm đêm trong họ Noctuidae.